# British Energy
 (décembre 2013).
Si vous disposez d'ouvrages ou d'articles de référence ou si vous connaissez des sites web de qualité traitant du thème abordé ici, merci de compléter l'article en donnant les références utiles à sa vérifiabilité et en les liant à la section « Notes et références ».
British Energy Group plc était une société britannique de production et de fourniture d'électricité basée au Royaume-Uni qui a été rachetée par EDF via sa filiale britannique EDF Energy plc.

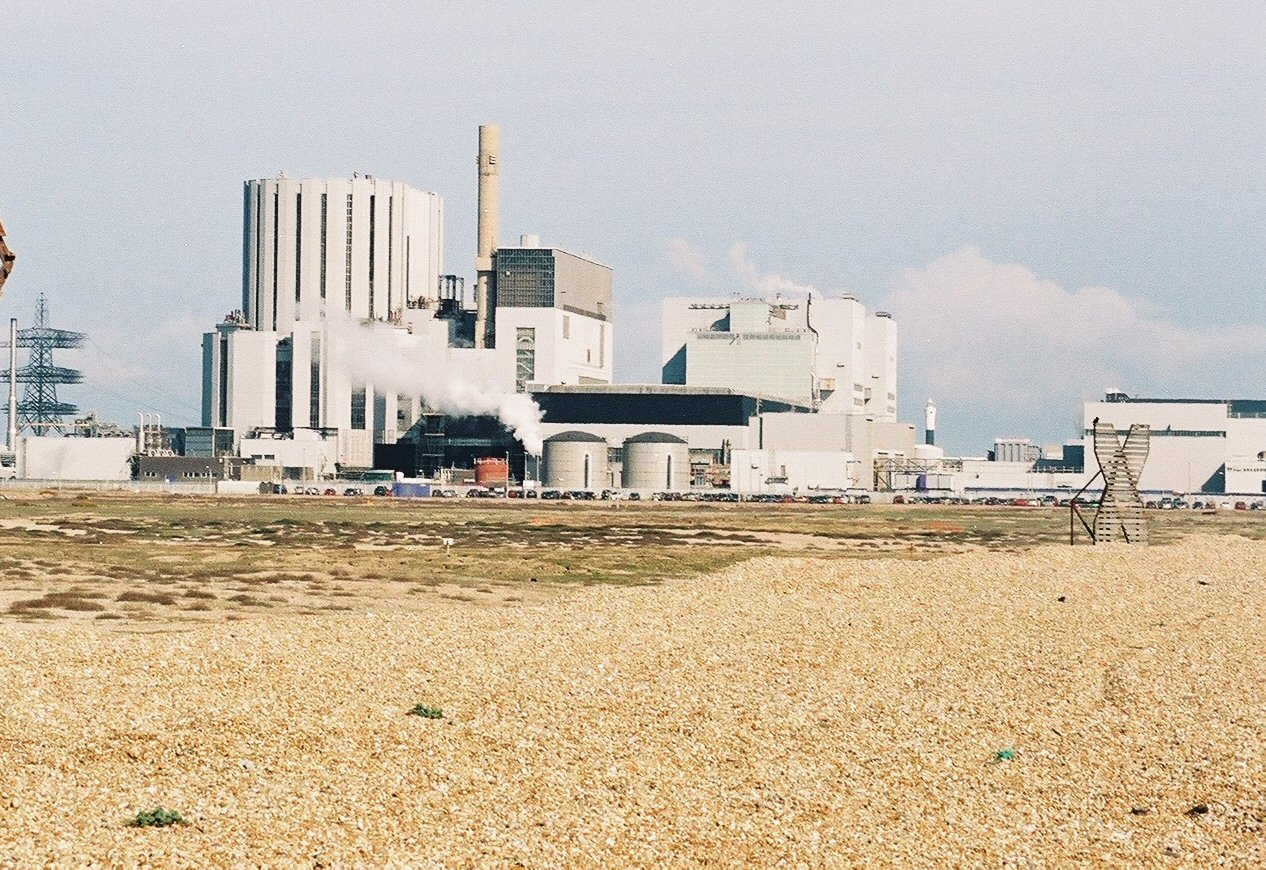
La centrale de Dungeness

## Historique
British Energy a été fondée en 1995 pour faire fonctionner les huit centrales nucléaires les plus récentes de Grande-Bretagne, auparavant exploitées par British Nuclear Fuels Limited. En 1996, l'entreprise a été privatisée.
En 2001, la société s'associe à l'entreprise minière canadienne Cameco et à deux syndicats dans Bruce Power afin d'exploiter et de rénover la centrale nucléaire de Bruce en Ontario. Sa participation majoritaire de Bruce Energy sera revendue deux ans plus tard à des sociétés canadiennes, en raison de problèmes financiers.
Le 25 septembre 2008, EDF rachète British Energy pour 12,5 milliards de livres sterling (15,7 milliards d'euros). Le gouvernement britannique, qui détenait 35,2 % du capital de British Energy, s’est félicité de cette transaction. La Société British Energy n'est plus cotée au London Stock Exchange depuis le 3 février 2009 et fait désormais partie intégrante d'EDF Energy. La direction d'EDF avait annoncé que dans un second temps, le groupe EDF devrait revendre 25 % du capital au gazier britannique Centrica.

## Les sites
En 2008, lors de son acquisition par EDF, le parc de British Energy était constitué de :
- une centrale au charbon située à Eggborough (East Yorkshire) ;
- huit centrales nucléaire exploitées via la filiale British Nuclear Fuels plc: Dungeness B, Hinkley Point B, Hunterston B, Hartlepool, Heysham 1, Heysham 2, Torness, Sizewell B.

British Energy produisait alors 16 % de l'électricité consommée en Grande-Bretagne et employait plus de 6 000 personnes.